# ستان براون (لاعب دوري الرغبي)
ستان براون (بالإنجليزية: Stan Browne)‏ هو لاعب دوري الرغبي أسترالي، ولد في 17 مايو 1962.